# Dittweiler
Dittweiler là một đô thị thuộc huyện Kusel, bang Rheinland-Pfalz, phía tây nước Đức. Đô thị Dittweiler có diện tích 5,63 km², dân số thời điểm ngày 31 tháng 12 năm 2006 là 946 người.